# Piotr Pandza
Piotr Pandza (ur. 1884 w Grudzicach, zm. 1945) – polski działacz niepodległościowy.
Syn Piotra Pandzy - seniora. Działacz Związku Polaków w Niemczech, Związku Harcerstwa Polskiego i Związku Polskiej Młodzieży Katolickiej.
Po wybuchu II wojny światowej aresztowany został przez Niemców w 1939 i osadzony w obozie koncentracyjnym w Buchenwaldzie, następnie Majdanku, Auschwitz, Mauthausen-Gusen, Melk i Ebensee. Patronuje jednej z ulic w Opolu.